# 新大阪 (新聞)
新大阪（しんおおさか）は、新大阪新聞社が発行していた大阪府の夕刊地方紙である。大阪府内の他、京都市や神戸市の一部駅売店でも販売されていた。

## 概要
1面トップ記事はヤクザ（広域指定暴力団山口組）絡みの記事が多かった。小谷正一、足立巻一、井上義啓、亀岡大郎、ターザン山本、金沢克彦といった、まったく脈絡がないものの、多彩な逸材を輩出している。
夕刊専売ということで、サラリーマンに向けた風俗店情報なども多かった。『大阪日日新聞』や『大阪スポーツ』とは競争するかのように「暴力団報道」を大々的に取り上げ、山一抗争の際には連日、抗争のニュースで埋め尽くされた。

## 歴史
1946年2月4日創刊。初代社長は瀬戸保太郎。当時は既存新聞の増紙よりも新興新聞に用紙が割り当てられた時期でもある。そのため、毎日新聞社が同社のダミー会社として「新大阪新聞社」を子会社として設立し、『毎日新聞』夕刊の代わりに創刊した。毎日新聞から小谷正一が派遣されて総指揮に当たった（スポーツニッポン・毎日新聞との関係の項参照）。1951年には毎日新聞社から完全独立（代わりに毎日新聞は系列子会社から『新関西』を発行）している。
創刊当初は、現・毎日新聞東京本社に当たる東京日日新聞の学芸部出身である黒崎貞治郎を編集人として迎え、当時の製紙事情から大手新聞では掲載が僅少だった文化関連の記事を充実させ、学芸・スポーツ、投書面には特に大きなスペースを割き、石川達三、大佛次郎を初めとした文芸家の作品なども多数掲載された。1946年には、小谷正一の企画により将棋の木村義雄・升田幸三の五番勝負を企画している（升田の三連勝で終了）。
1990年に夕刊フジや日刊ゲンダイなどと同じくタブロイド判に変更されたが、1994年に元のブランケット判に戻している。かねてより経営は厳しかったが、1995年1月17日に発生した兵庫県南部地震（阪神・淡路大震災）でさらに悪化、同年4月28日をもって日刊の新聞発行を休止した。
夕刊のほかに、『大阪府年鑑』や1967年に創刊したプロレス専門紙『週刊ファイト』も発行していた（判型はタブロイド版）。『週刊ファイト』は、編集長・井上義啓の強烈な個性により熱狂的な購買層を獲得。実質、井上一人で32ページ以上の新聞を毎週発行していた。そのため利益率も高く、夕刊紙からの撤退後は事実上『週刊ファイト』のためだけに会社が存続していたと言ってもよい。
その『週刊ファイト』も2006年9月27日発売の1990号で休刊（実質は廃刊。なお、井上も同年末に死去している）。2010年12月1日に会社も解散した。
大阪市西区川口の木津川沿いにあった社屋は、2012年1月から第一印刷出版の本社として使用されていたが、2016年8月に同社が倒産したことで解体された。川口に移転する以前は同区南堀江に本社・編集部を置いていた。
『フジ三太郎』で有名な漫画家のサトウサンペイは、1953年から当紙に連載された4コマ漫画『大阪の息子』で漫画家デビューを果たした。